# Diacetato de celulosa
El diacetato de celulosa, también llamado diacetato, es un polímero sintético que se consigue tratando la celulosa con ácido acético. Se compone de dos radicales en cada unidad de D-anhydroglucopyranose de la molécula de celulosa. Fue desarrollado por primera vez en los Estados Unidos.
Se distingue del acetato de celulosa y del triacetato de celulosa.
Es frágil, ya que se basa en la celulosa. Cuando el diacetato de celulosa se deteriora, se contrae y libera ácido acético, causando el «síndrome del vinagre».
El diacetato de celulosa se utiliza para hacer tejidos, membranas y filamentos. Desde 1922 hasta 1957 se utilizó para fabricar películas de cine, principalmente los formatos más pequeños, tales como 8 mm, 16 mm, 35 mm y 70 mm.
La película en diacetato de celulosa es llamado safety film, o «película de seguridad».
El diacetato de celulosa es biodegradable e hidrófilo.